# Retaule de Sant Joan Baptista i Sant Esteve
El retaule de Sant Joan Baptista i Sant Esteve és un retaule d'estil gòtic internacional pintat al tremp d'ou i daurat amb pa d'or sobre fusta d'autor anònim, conegut com a Mestre de Badalona, realitzat durant la primera meitat de segle xv, entre 1415 i 1420. Actualment s'exposa al Museu Nacional d'Art de Catalunya. Procedeix de l'antiga església romànica de Santa Maria de Badalona, i és de fet una de les mostres més destacables de l'art a la Badalona medieval.

## Descripció
És la part central d'un retaule per a un altar de primera meitat de segle xv, datat entre 1415 i 1420, dedicat a Sant Joan Baptista i Sant Esteve, l'autor hi representa escenes de la vida i el martiri d'ambdós sants. Està realitzat amb la tècnica del tremp d'ou i amb daurat amb pa d'or sobre fusta. Segons l'opinió de Tina Sabater, comparant-la amb un retaule mallorquí, la seva composició és rica, dotada de dinamisme i connotacions expressionistes.

## Autoria
S'havia considerat que l'autor d'aquest retaule havia estat Lluís Borrassà. Després s'ha considerat i encara és considerat anònim, almenys així ho mostra el MNAC, i l'atribueix a l'anomenat Mestre de Badalona (s. XV), autor que acusa influències del gòtic internacional del mateix Borrassà. No obstant això, actualment alguns autors diuen que el veritable autor del retaule i que dit mestre, de fet, és Bernat Despuig (1383-1451), que era present a l'obrador del pintor Borrassà.

## Història
Procedent de l'antic temple romànic de la parròquia de Santa Maria de Badalona. El retaule va ser realitzat en un moment d'economia precària a nivell català, tanmateix, com apunta Joan Rosàs, els pagesos rics de Badalona van dotar d'una llàntia perpètua el retaule i, en la seva opinió, creu que podrien haver estat els promotors de l'obra, cosa que fins aleshores només havien tingut l'oportunitat de fer els senyors feudals de la Torre Vella. L'obra va ser adquirida per la Junta de Museus de Catalunya el 1903 com a part d'un conjunt de peces de l'antiquari Lluís Quer pel preu de 4.400 pessetes. Actualment es conserva i s'exposa a la sala 24 del Museu Nacional d'Art de Catalunya, a Barcelona.